# 帶龍占麗魚屬
帶龍占麗魚屬，是條鰭魚綱䲁形目麗魚科下的一個屬。

## 分類
本屬屬於褶唇麗魚亞科，目前被認可的種如下：
- 駝背帶龍占麗魚 Taeniolethrinops cyrtonotus
- 叉尾帶龍占麗魚 Taeniolethrinops furcicauda
- 側頭帶龍占麗魚 Taeniolethrinops laticeps
- 前眶帶龍占麗魚 Taeniolethrinops praeorbitalis